# District de Sedibeng
Pour la ville du Botswana, voir Sedibeng.
Le district municipal de Sedibeng (Sedibeng District Municipality en anglais) est un district municipal d'Afrique du Sud, situé dans la partie méridionale|de la province du Gauteng.
Il est divisé en trois municipalités locales et en zones de gestion (District Management Areas en anglais).
La capitale du district de Sedibeng est Vereeniging. Les langues les plus communément parlées par les 916 484 habitants sont le Sotho du Sud (46,7 %), le zoulou (16,0 %) et l’afrikaans (15,2 %).

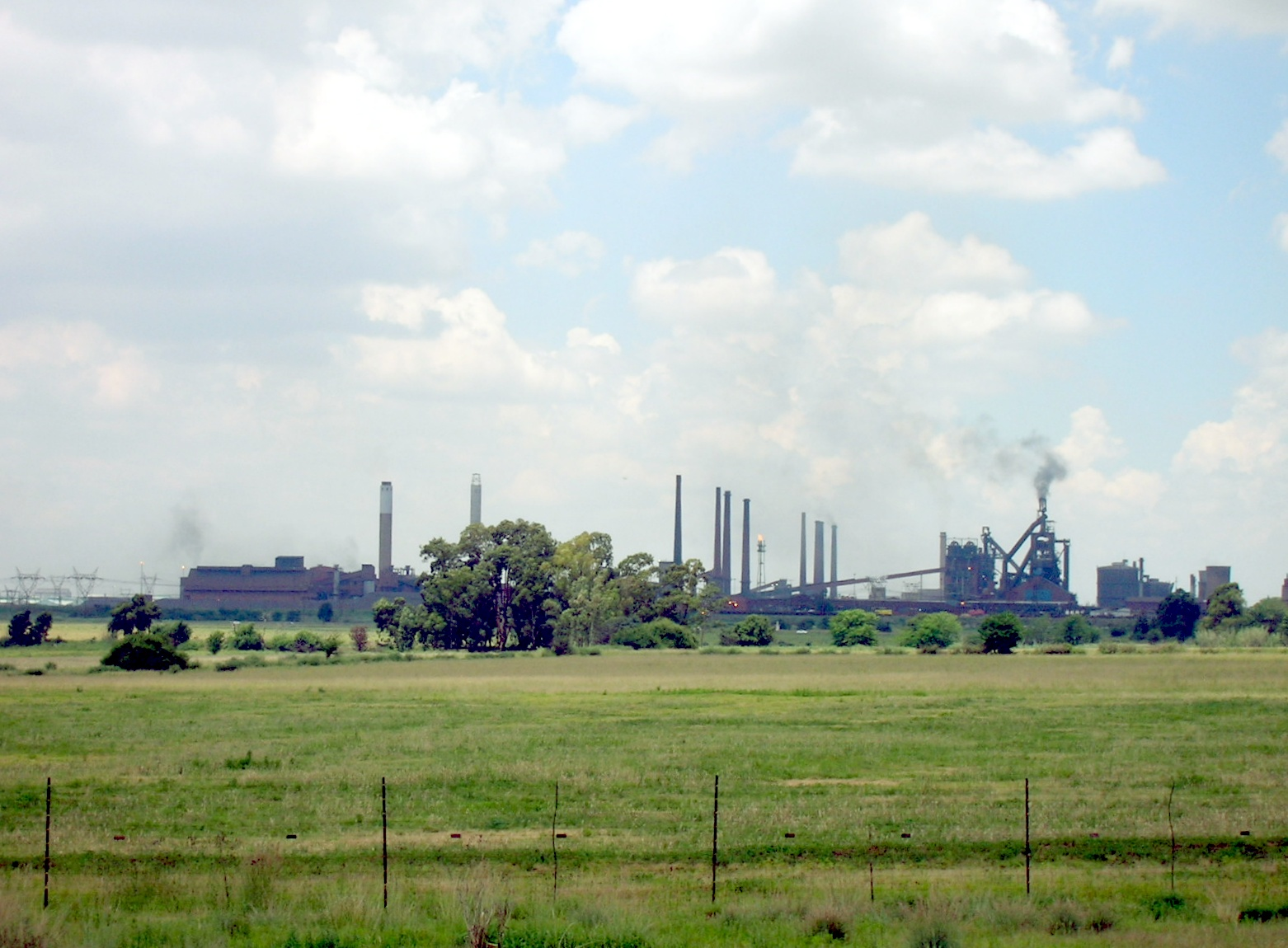
L'aciérie Mittal à Vanderbijlpark, Afrique du Sud

## Liste des maires
- Simon Mofokeng
- Busisiwe Modisakeng, maire de 2016 à sa mort de la Covid-19 en janvier 2021
- Lerato Maloka, maire depuis mars 2021

## Municipalités locales
Le district regroupe les municipalités locales suivantes :
- Emfuleni
- Midvaal
- Lesedi